# توماش ساپریک
توماش ساپریک (لهستانی: Tomasz Sapryk؛ زادهٔ ۱۷ نوامبر ۱۹۶۶) بازیگر اهل لهستان است.
از فیلم‌ها یا برنامه‌های تلویزیونی که وی در آن نقش داشته‌است، می‌توان به نامه به بابا نوئل ۳، سیاست، ترفندها، گوش آقای رئیس، ما همه مسیح هستیم، سیل، موج جرم و جنایت، سال‌های شیرین، درخت سحرآمیز، تاج پادشاهان، نغمهٔ روح، زندگی برای زندگی: ماکسیمیلیان کلبه، چشمانت را باز کن، حوزه استحفاظی ۱۳، جهان به روایت خانواده کیپسکی، راز ساگال، کلبه جنگلی، پدر مَـتیو، مجرد، در خوشی و سختی، فرشته نیرومند، عشق اول، عروسی و ولین اشاره کرد.